# L'amore fatale (romanzo)
L'amore fatale (Enduring Love) è un romanzo del 1997 scritto da Ian McEwan.

## Trama
Mentre sta facendo un picnic con la compagna Clarissa, lo scrittore Joe Rose scorge una mongolfiera che, sfuggita al controllo, sta per innalzarsi in volo con un bambino a bordo. Insieme ad altre quattro persone, Joe si aggrappa alle corde per impedire al pallone di allontanarsi, ma quando la situazione si fa più pericolosa a causa del vento forte, qualcuno molla la presa, seguìto da tutti gli altri. Solo uno, il medico John Logan, resta aggrappato alla sua corda fino a quando la mongolfiera si solleva di parecchi metri e l'uomo, senza più forza per tenersi, precipita a terra sfracellandosi al suolo. Dopo l'incidente Joe Rose scambia qualche parola di circostanza con Jed Parry, un altro dei soccorritori. Da quel momento, Joe diventa l'oggetto di una implacabile persecuzione amorosa (che mina sempre di più il rapporto di coppia con Clarissa) da parte di Jed, fanatico religioso che, come si scoprirà nel corso della vicenda, è affetto da un raro disturbo mentale: la sindrome di de Clérambault, che lo porta a credersi ricambiato nonostante tutte le evidenze.
Joe incontra Jean, la moglie di Logan, nella sua casa a Oxford. Joe le dice che suo marito era un uomo coraggioso mosso da un istinto paterno nel proteggere un bambino vulnerabile. Jean, però, crede che il marito la stesse tradendo, e porge a Joe un cestino da picnic e una sciarpa che odora di acqua di rose, entrambi trovati nella sua automobile, oltre a chiedergli di telefonare alle altre persone che erano presenti all'incidente per accertarsi se avessero visto qualcuno insieme al marito. Inoltre Jean afferma che suo marito era un uomo cauto, e che probabilmente è morto perché si stava mettendo in mostra con la probabile amante, cercando di dimostrare la sua virilità e quindi assumendosi rischi inutili, piuttosto che rimanere indietro e al sicuro.
Durante un pranzo con Clarissa e il suo padrino, Joe assiste al tentato omicidio di un uomo, seduto a un tavolo accanto al loro, che viene colpito alla spalla. Tuttavia, Joe si rende conto che il proiettile era destinato a lui stesso, e che forse la composizione simile del gruppo di persone all'altro tavolo ha indotto i due sicari a pensare che l'altro uomo fosse il loro bersaglio. Prima che il sicario possa sferrare il colpo fatale, Jed interviene per salvare la vita dell'uomo innocente prima di fuggire dalla scena. Nella successiva deposizione alla polizia, Joe insiste nel ritenere Jed la mente che ha ordinato l'aggressione, ma il detective non gli crede, forse perché Joe sembra non ricordare con esattezza alcuni fatti dell'incidente. Joe è sempre più frustrato non solo perché si sente continuamente osservato, ma anche perché Clarissa è scettica sul fatto che Jed stia perseguitando Joe. Temendo per la sua sicurezza, Joe acquista una pistola tramite un conoscente, John Well. Durante il viaggio di ritorno a casa, Joe riceve una telefonata da Jed, che si trova a casa di Joe e Clarissa. Giunto all'appartamento, Joe vede Jed seduto sul divano con Clarissa. In lacrime, Jed chiede perdono a Joe, poi estrae un coltello e lo punta contro la propria gola, minacciando di suicidarsi. Per impedire a Jed di compiere un gesto estremo, Joe gli spara a un braccio.
Joe e Clarissa incontrano Jean, la moglie di Logan, e accompagnano lei e i suoi due bambini piccoli a fare un picnic vicino a un fiume. Lì invitano anche la giovane donna con cui Jean sospettava che suo marito avesse una relazione. Si scopre che il giorno dell'incidente della mongolfiera, la giovane donna era in compagnia di un suo docente universitario (trent'anni più vecchio di lei) con il quale aveva una relazione segreta: entrambi però rifiutavano di rendere pubblica la relazione per la vergogna che ne sarebbe scaturita. John Logan aveva semplicemente offerto a entrambi un passaggio dopo che l'auto del docente si era guastata. Il romanzo si conclude con Joe che racconta ai bambini una storia su come il fiume è composto da molte particelle.
Nella prima appendice del romanzo (un rapporto medico sulle condizioni di Jed) apprendiamo che Joe e Clarissa si sono finalmente riconciliati e hanno adottato un bambino. Nella seconda appendice (una lettera di Jed indirizzata a Joe) viene rivelato che, nonostante siano passati tre anni, Jed non è guarito (e secondo i medici non guarirà) e ora vive in un ospedale psichiatrico.

## Riconoscimenti
- 1999 - International IMPAC Dublin Literary Award[1]
  - Candidatura

## Edizioni italiane
- Ian McEwan, L'amore fatale, traduzione di Susanna Basso, Einaudi, 2005, ISBN 978-88-06-17394-4.
- Ian McEwan, L'amore fatale, traduzione di Susanna Basso, Einaudi, 2016, ISBN 978-88-06-23269-6.

## Adattamento cinematografico
Dal romanzo è stato tratto nel 2004 il film L'amore fatale (Enduring Love), diretto da Roger Michell e con Daniel Craig, Rhys Ifans e Samantha Morton nei tre ruoli principali.